# Західний Голлівуд
Західний Голлівуд (англ. West Hollywood) — місто (англ. city) в США, в окрузі Лос-Анджелес штату Каліфорнія, яке входить до агломерації Лос-Анджелеса. Місто межує на півночі з районом Лос-Анджелеса Голлівуд-Гіллз, на сході з Голлівудом, а з західної сторони — Беверлі-Гіллз. Населення — 35 757 осіб (2020).
Заснований 28 листопада 1984 року. Є центром концентрації російськомовного населення Лос-Анджелеса. На бульварі Санта-Моніка, який є основною артерією Західного Голлівуду, зосереджені «російські» магазини та ресторани.

## Заснування
Хоча більшість історичних записів про Західний Голлівуд починаються з кінця XVIII століття, ця земля була заселена, коли португальський дослідник Кабріліо прибув сюди, маючи претензії на цю територію для Іспанської держави. Його вітали на каноє деякі з 5000 жителів племені Тонгва, мирної нації мисливців та збирачів. Ці туземці піддалися насильному входу Іспанської місіонерської системи, і практично були знищені вже до 1771 року. Щоб додати образу та руйнацій, їхні поселення були перейменовані у «Габрієлено», на честь місіонера Святого Габрієля, який знищив аборигенну культуру та взяв під контроль їх землі.
До 1780 року, сьогодні відомий бульвар Сансет був основною дорогою до Ель Пуєбло де Лос-Анджелес і до всіх західних ранчо біля Тихого Океану. Ця земля пройшла через різних господарів і не раз була перейменована за наступні 100 років. Більшість цієї території була частиною ранчо Ла Бреа, і врешті-решт вона стала власністю сім'ї Генрі Генкока.

## Географія
Західний Голлівуд розташований за координатами 34°5′18″ пн. ш. 118°22′19″ зх. д. / 34.08833° пн. ш. 118.37194° зх. д. (34.088267, -118.371830).  За даними Бюро перепису населення США в 2010 році місто мало площу 4,89 км², уся площа — суходіл.

### Клімат
| Клімат : Західний Голлівуд | Клімат : Західний Голлівуд | Клімат : Західний Голлівуд | Клімат : Західний Голлівуд | Клімат : Західний Голлівуд | Клімат : Західний Голлівуд | Клімат : Західний Голлівуд | Клімат : Західний Голлівуд | Клімат : Західний Голлівуд | Клімат : Західний Голлівуд | Клімат : Західний Голлівуд | Клімат : Західний Голлівуд | Клімат : Західний Голлівуд | Клімат : Західний Голлівуд |
| Показник                   | Січ.                       | Лют.                       | Бер.                       | Квіт.                      | Трав.                      | Черв.                      | Лип.                       | Серп.                      | Вер.                       | Жовт.                      | Лист.                      | Груд.                      | Рік                        |
| Абсолютний максимум, °C    | 32,2                       | 33,3                       | 32,8                       | 40,6                       | 38,3                       | 41,7                       | 38,9                       | 39,4                       | 43,9                       | 41,1                       | 37,8                       | 32,8                       | 43,9                       |
| Середній максимум, °C      | 19,4                       | 20,6                       | 20,6                       | 22,8                       | 22,8                       | 25,0                       | 26,7                       | 27,2                       | 26,7                       | 25,0                       | 22,2                       | 20,0                       | 23,3                       |
| Середній мінімум, °C       | 7,8                        | 8,3                        | 9,4                        | 11,1                       | 13,3                       | 15,0                       | 16,7                       | 16,7                       | 16,1                       | 13,9                       | 10,6                       | 7,8                        | 12,2                       |
| Абсолютний мінімум, °C     | −4,4                       | −0,6                       | 0,0                        | 0,0                        | 0,0                        | 6,1                        | 8,3                        | 9,4                        | 7,2                        | 4,4                        | 0,6                        | −1,1                       | −4,4                       |
| Норма опадів, мм           | 81                         | 77                         | 68                         | 15                         | 7                          | 1                          | 1                          | 2                          | 2                          | 8                          | 24                         | 48                         | 333                        |
| -------------------------- | -------------------------- | -------------------------- | -------------------------- | -------------------------- | -------------------------- | -------------------------- | -------------------------- | -------------------------- | -------------------------- | -------------------------- | -------------------------- | -------------------------- | -------------------------- |
| Джерело:                   |                            |                            |                            |                            |                            |                            |                            |                            |                            |                            |                            |                            |                            |

## Демографія
Згідно з переписом 2010 року, у місті мешкало 34 399 осіб у 22 511 домогосподарстві у складі 4343 родин. Густота населення становила 7037 осіб/км².  Було 24588 помешкань (5030/км²).
Расовий склад населення:
| - 84,2 % — білих - 5,4 % — азіатів - 3,2 % — чорних або афроамериканців - 0,3 % — корінних американців - 0,1 % — вихідців з тихоокеанських островів - 3,0 % — осіб інших рас |

До двох чи більше рас належало 3,6 %. Частка іспаномовних становила 10,5 % від усіх жителів.
За віковим діапазоном населення розподілялося таким чином: 4,6 % — особи молодші 18 років, 80,5 % — особи у віці 18—64 років, 14,9 % — особи у віці 65 років та старші. Медіана віку мешканця становила 40,4 року. На 100 осіб жіночої статі у місті припадало 128,4 чоловіків;  на 100 жінок у віці від 18 років та старших — 129,9 чоловіків також старших 18 років.
Середній дохід на одне домашнє господарство  становив 88 697 доларів США (медіана — 56 317), а середній дохід на одну сім'ю — 118 139 доларів (медіана — 80 325). Медіана доходів становила 61 530 доларів для чоловіків та 52 851 долар для жінок. За межею бідності перебувало 15,3 % осіб, у тому числі 11,8 % дітей у віці до 18 років та 31,3 % осіб у віці 65 років та старших.
Цивільне працевлаштоване населення становило 24 421 осіб. Основні галузі зайнятості: мистецтво, розваги та відпочинок — 19,4 %, науковці, спеціалісти, менеджери — 18,3 %, інформація — 15,7 %.

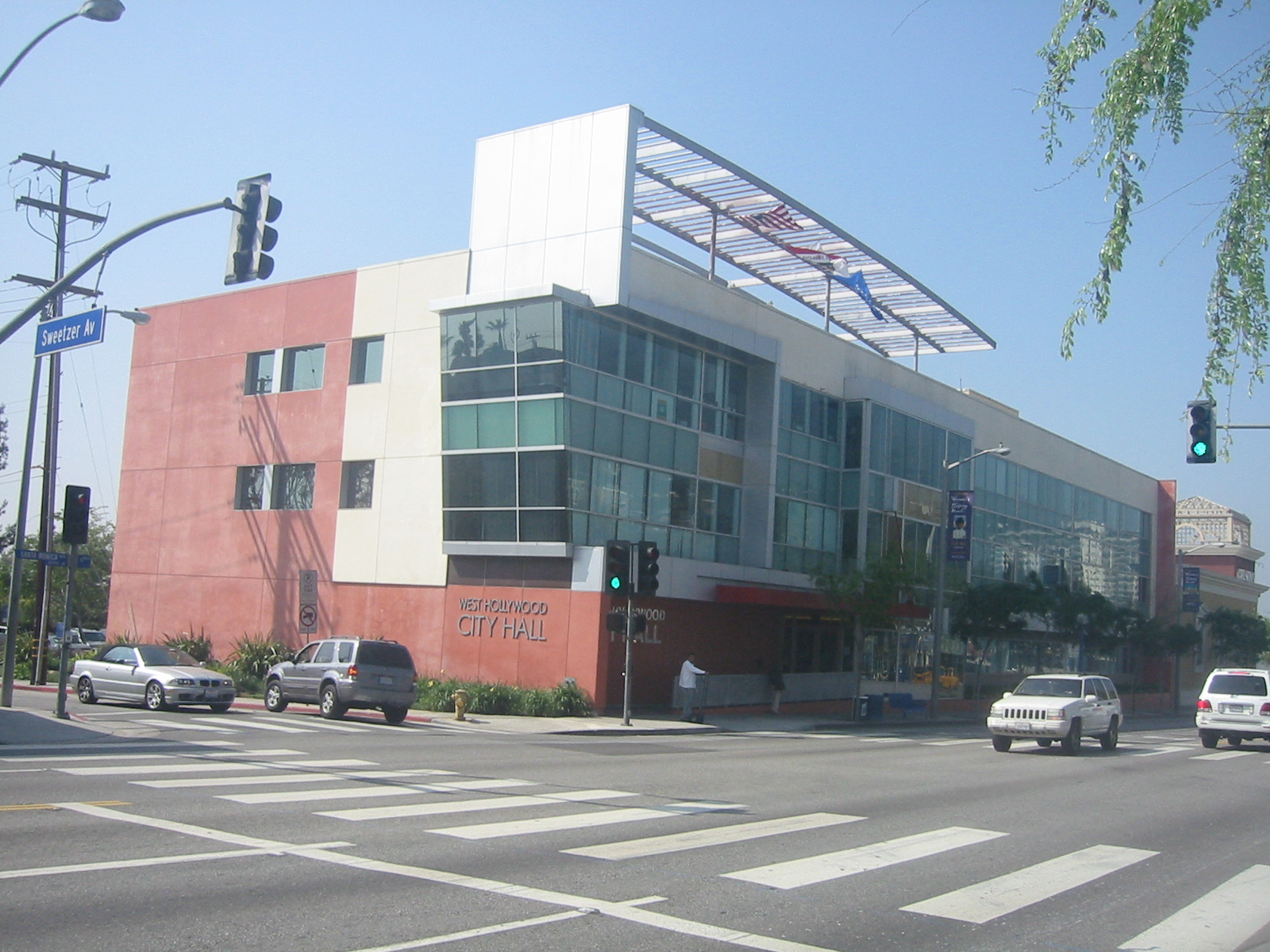
Будинок мерії Західного Голлівуду

Значна частина населення міста (за деякими оцінками близько 40 %) становили американці гомосексуальної орієнтації. Мер міста Джон Гельман, як і більшість членів міської ради — геї. Саме місто було також засноване геями.

### Іммігранти з колишньогоСРСР
Вихідці з країн колишнього СРСР за даними перепису 2000 року становили понад 8 % населення Західного Голлівуду (тобто до 3 тисяч осіб).